# Association Guillaume-Budé
Pour les articles homonymes, voir Guillaume Budé et Budé (homonymie).
L’association Guillaume-Budé est une société savante française association reconnue d'utilité publique ayant pour but la diffusion des humanités. Elle est baptisée ainsi en hommage à l’humaniste du XVIe siècle Guillaume Budé.

## Histoire
Fondée en 1917 par quatre universitaires et philologues français réputés, Maurice Croiset, Paul Mazon et Alfred Ernout, l’association a pour but premier l'édition scientifique d’auteurs grecs et latins, domaine où, depuis le début du XIXe siècle, brillaient les Britanniques et surtout les Allemands (Wilamowitz, Nietzsche, Diels, etc.).
Elle commence à publier en 1919 la « collection des Universités de France » (CUF), dont les volumes sont plus connus sous le nom familier de « Budé ».
Une société d'édition est ensuite créée, qui prend le nom de Belles Lettres. Son périmètre d'activité dépasse rapidement la seule Antiquité gréco-latine, puisqu'elle s’intéresse également à la littérature byzantine et aux auteurs médiévaux de langue latine. En 1923, ses activités sont complétées par un bulletin trimestriel.
L’Académie française lui décerne le prix Jules-Janin en 1923 pour la Collection de traductions grecques et latines et le prix du rayonnement de la langue et de la littérature françaises en 1973.

## Objectifs
Le but de l'Association Guillaume-Budé est à la fois scientifique, culturel et national. Il s'agit pour elle de :
- publier des auteurs grecs et latins en produisant des éditions critiques de qualité, capables de rivaliser avec les grandes collections allemandes ;
- diffuser auprès du public la culture gréco-latine, grâce à des volumes bilingues (grec/français ou latin/français) et faire sortir la connaissance de la littérature antique du cercle des érudits.

## Actions
- Création de la "Collection des Universités de France", la fameuse série des "Budé" grecs et latins, et que fut créée, pour permettre la publication de ces ouvrages, la "Société Les Belles Lettres pour le développement de la culture classique", qui devint ensuite la Société d'Édition Les Belles Lettres. Le maître d'œuvre infatigable de cette entreprise ambitieuse fut l'helléniste Paul Mazon, qui cumula jusqu'en 1939 les fonctions de Secrétaire général de l'Association, de Directeur de la Collection des Universités de France et de Président du Conseil d'Administration des Belles Lettres. Sur la couverture des volumes de la série latine figure la louve romaine du musée du Capitole, tandis que celle des volumes de la série grecque arbore la chouette d’Athéna[2]. La collection se propose d’éditer tous les textes grecs et latins jusqu'au milieu du VIe siècle, en leur joignant une traduction française inédite, une introduction, des notes explicatives et un apparat critique.

- L’association Guillaume-Budé organise des rencontres, des colloques et des voyages culturels.
- L’association possède de nombreuses sections en France dont certaines très actives, comme à Orléans ou à Lyon, qui organisent des conférences sur tous les thèmes, des voyages, des cours de latin et de grec.
- L'association est membre fondateur de la Fédération internationale des associations d’études classiques (1948).

## Présidents
| Président             | Dates de fonction |
| Maurice Croiset       | 1917-1935 (†)     |
| Aimé Puech            | 1935-1940 (†)     |
| Paul Mazon            | 1940-1955 (†)     |
| Alfred Ernout         | 1955-1973 (†)     |
| Pierre Chantraine     | 1973-1974 (†)     |
| Fernand Robert        | 1974-1980 (†)     |
| Jacqueline de Romilly | 1981-1984 (†)     |
| Jean Beaujeu          | 1984-1988 (†)     |
| Jacques Bompaire      | 1988-1996 (†)     |
| Pierre Pouthier       | 1996-2001 (†)     |
| Jacques Jouanna       | 2002-2011         |
| Jean-Louis Ferrary    | 2011-2020 (†)     |
| Michel Fartzoff       | 2020 en cours     |